# Cranichis
Cranichis ist eine Pflanzengattung in der Familie der Orchideen (Orchidaceae). Die gut sechzig Arten sind in der Neotropis weitverbreitet.

## Beschreibung
Die Cranichis-Arten sind ausdauernde krautige Pflanzen. Sie gedeihen terrestrisch und in Horsten. Die dicht nebeneinander entspringenden Wurzeln sind fleischig und behaart. Die meist in grundständigen Rosetten, selten am Stängel verteilten Laubblätter sind meist in Blattstiel und Blattspreite gegliedert. Die fleischigen, einfachen Blattspreiten sind oval bis lanzettlich, eher aufrecht stehend oder bogig ausgebreitet und zur Blütezeit vorhanden.

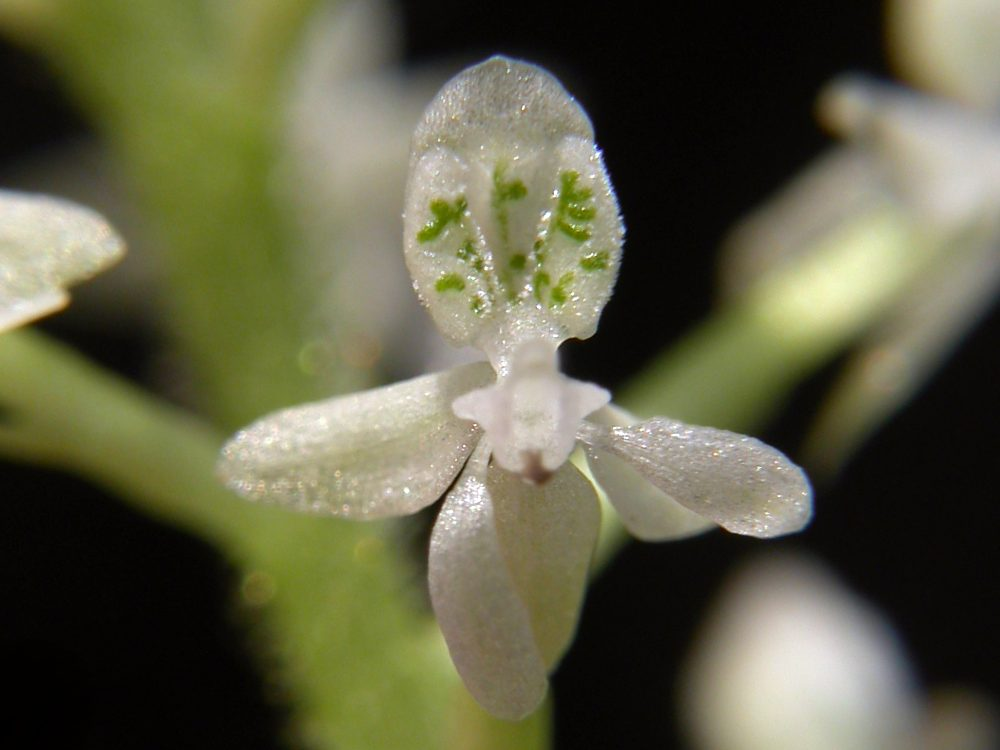
Zygomorphe Blüte von Cranichis candida

Der traubige Blütenstand steht endständig und aufrecht. Die Blütenstandsachse ist behaart, sie ist mit wenigen dicht anliegenden Hochblättern besetzt. Die Blüten sind eher klein, sie sind nicht resupiniert. Der Fruchtknoten ist gestielt und behaart. Die zwittrigen Blüten sind zygomorph und dreizählig. Die drei Sepalen sind von dünner Textur, einander etwa gleich geformt, mehr oder weniger ausgebreitet. Die seitlichen Petalen sind viel schmaler, oft am Rand bewimpert. Die Lippe ist ziemlich fleischig, muschelförmig, einfach oder gelappt, oft mit auffällig gefärbter netzförmiger Nervatur. Die Säule ist kurz bis sehr kurz, fleischig. An der Spitze der Säule sitzt die große, leicht dreilappige, von einem erhabenen Rand umgebene Narbe. Das Rostellum zwischen Narbe und Staubblatt ist gerade und spitz. Das Staubblatt sitzt abaxial in einem schüsselförmigen Gewebe (Klinandrium), es ist gerade und länglich-oval geformt. Die vier Pollinien sind keulenförmig, der Pollen haften zu je vier zusammen (Tetraden), die wiederum in größeren, bröseligen Stückchen zusammenkleben. Die Pollinien kleben an einem gemeinsamen rundlichen Viscidium, dieses sitzt am Ende des Rostellums.

## Vorkommen
Die Gattung Cranichis ist in der Neotropis von Mexiko im Norden über ganz Zentralamerika und die Karibischen Inseln bis zum gesamten tropischen Südamerika weitverbreitet. Die größte Diversität findet sich in den Anden. Die Arten kommen in Höhenlagen von 300 bis 3000 Meter vor. Sie besiedeln meist Wälder, seltener offene Situationen.

## Systematik
Die Gattung Cranichis wurde 1788 durch Swartz in Nova Genera & Species Plantarum seu Prodromus descriptionum Vegetabilium Band 8, Seite 120 aufgestellt. Der Gattungsname Cranichis leitet sich aus dem griechischen Wort κράνος  kranos für „Helm“ ab und bezieht sich auf die gewölbte, in der Blüte oben sitzende Lippe. Typusart ist Cranichis muscosa.
Die Gattung Cranichis gehört zur Subtribus Cranichidinae aus der der Tribus Cranichideae in der Unterfamilie Orchidoideae innerhalb der Familie Orchidaceae.
Es gibt etwa 62 Cranichis-Arten:

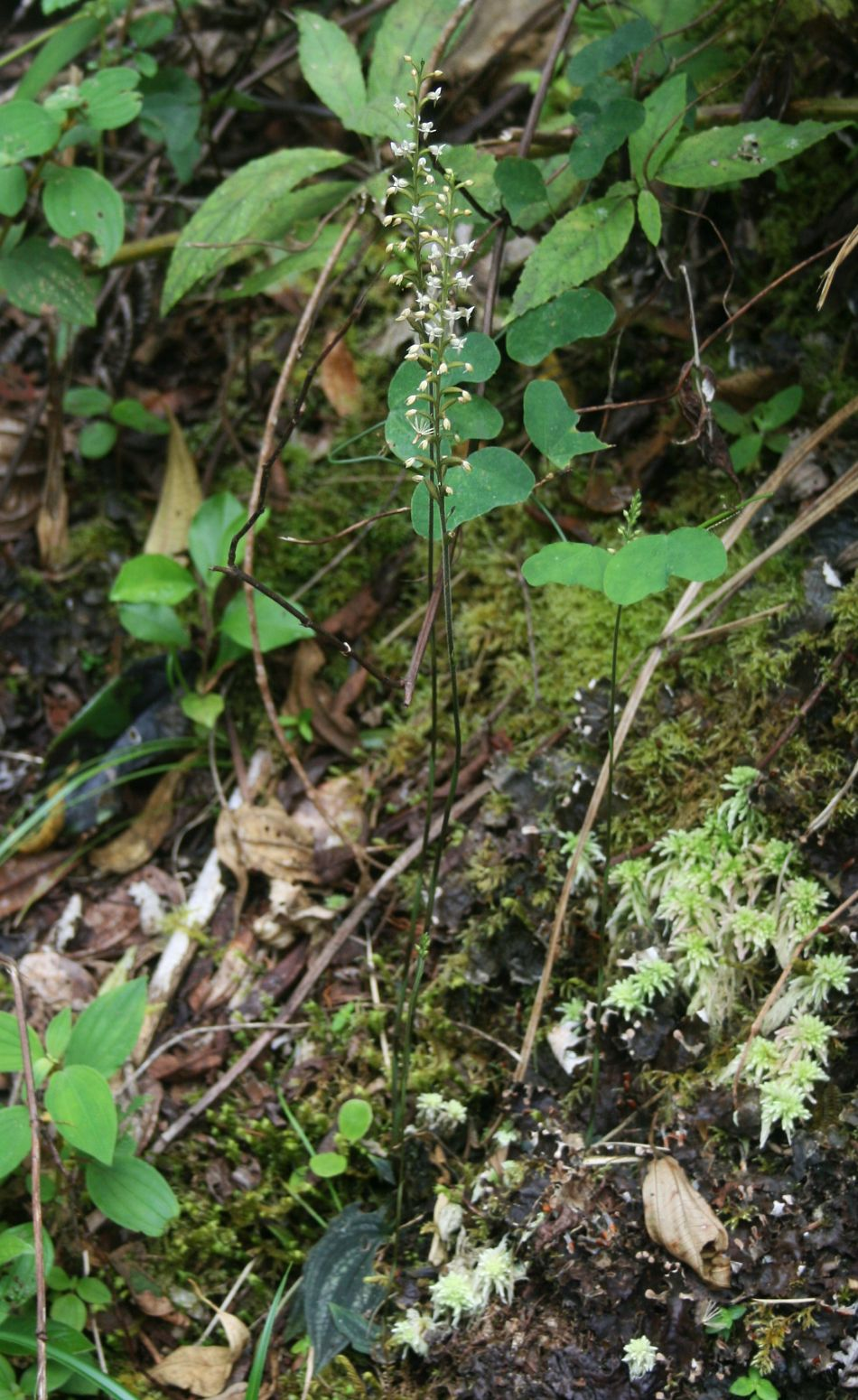
Cranichis diphylla

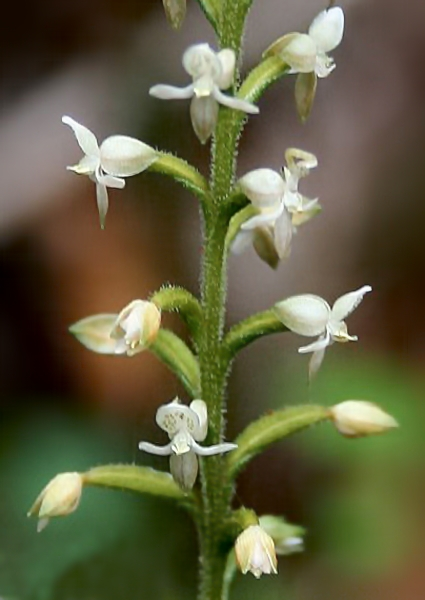
Cranichis diphylla

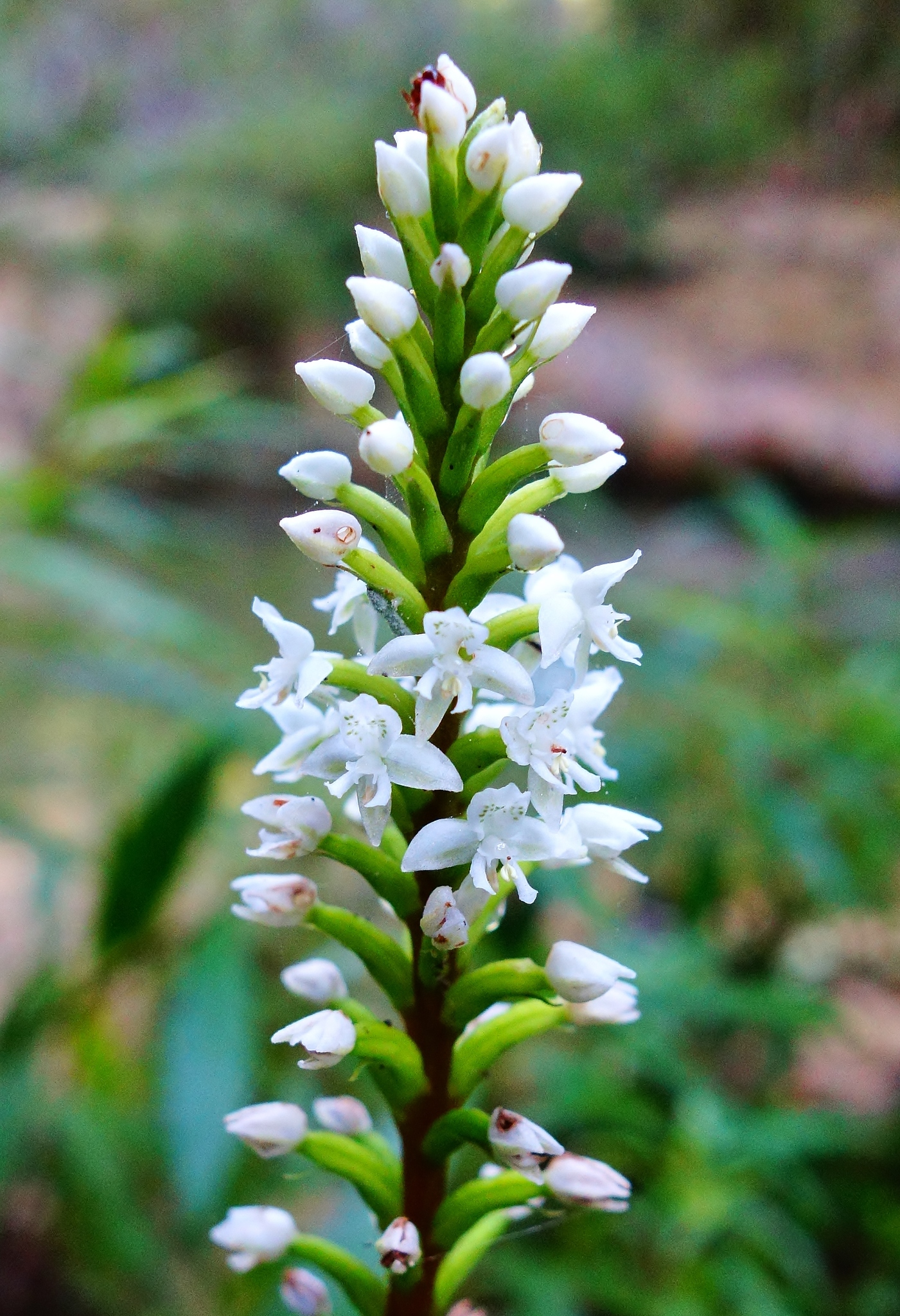
Cranichis muscosa

- Cranichis acuminatissima Ames & C.Schweinf.: Costa Rica
- Cranichis amplectens Dod: Dominikanische Republik
- Cranichis antioquiensis Schltr.: Nordwestliches Venezuela bis Ecuador
- Cranichis apiculata Lindl.: Mexiko, El Salvador, Guatemala
- Cranichis badia Renz ex Kolan. & Szlach.: Kolumbien bis Venezuela
- Cranichis brachyblephara Schltr.: Kolumbien
- Cranichis brevirostris Renz ex Kolan. & Szlach.: Kolumbien bis Venezuela
- Cranichis callejasii Szlach. & Kolan.: Die 2019 erstbeschriebene Art kommt in Kolumbien vor.[1]
- Cranichis callifera Garay: Ecuador
- Cranichis calva (Kraenzl.) Schltr.: Kolumbien bis Peru
- Cranichis candida (Barb.Rodr.) Cogn.: Brasilien und Argentinien
- Cranichis carlos-parrae Szlach. & Kolan.: Kolumbien
- Cranichis castellanosii L.O.Williams: Bolivien bis nordwestliches Argentinien
- Cranichis ciliata Kunth: Südöstliches Mexiko bis nordwestliches Argentinien
- Cranichis ciliilabia C.Schweinf.: Mexiko
- Cranichis cochleata Dressler: Südliches Mexiko bis Guatemala
- Cranichis cristalinensis Szlach. & Kolan.: Kolumbien
- Cranichis crumenifera Garay: Kolumbien bis nördliches Ecuador
- Cranichis diphylla Sw.: Südöstliches Mexiko bis tropisches Amerika
- Cranichis elliptica Schltr.: Ecuador
- Cranichis engelii Rchb. f.: Nordwestliches Venezuela bis Ecuador
- Cranichis fendleri Schltr.: Nördliches Venezuela
- Cranichis foliosa Lindl.: Peru bis westliches Bolivien
- Cranichis galatea Dod: Haiti
- Cranichis garayana Dodson & R.Vásquez: Bolivien
- Cranichis gibbosa Lindl.: Kolumbien bis Ecuador
- Cranichis glabricaulis Hoehne: Brasilien
- Cranichis glandulosa A.Rich. & Galeotti: Wohl Mexiko
- Cranichis gracilis L.O.Williams: Mexiko
- Cranichis hassleri Cogn.: Paraguay
- Cranichis hieroglyphica Ames & Correll: Südöstliches Mexiko bis Honduras
- Cranichis lankesteri Ames: Costa Rica und Panama
- Cranichis lehmanniana (Kraenzl.) L.O.Williams: Kolumbien bis Ecuador
- Cranichis lehmannii Rchb.f.: Kolumbien bis westliches Bolivien
- Cranichis lichenophila D.Weber: Galapagos-Inseln
- Cranichis longipetiolata C.Schweinf.: Ecuador und Peru
- Cranichis macroblepharis Rchb. f.: Ecuador
- Cranichis mexicana (A.Rich. & Galeotti) Schltr.: Sie wird auch als Ponthieva mexicana (A.Rich. & Galeotti) Salazar in die Gattung Ponthieva gestellt.[1]
- Cranichis muscosa Sw.: Südliches Florida bis tropisches Amerika
- Cranichis neglecta Szlach. & Kolan.: Die 2019 erstbeschriebene Art kommt in Kolumbien vor.[1]
- Cranichis notata Dressler: Mexiko bis Honduras
- Cranichis nudilabia Pabst: Südöstliches Brasilien
- Cranichis ovata Wickstr.: Inseln in der Karibik
- Cranichis parvula Renz: Kolumbien bis östliches Ecuador
- Cranichis pennellii Szlach. & Kolan.: Die 2019 erstbeschriebene Art kommt in Kolumbien vor.[1]
- Cranichis picta Rchb. f.: Kolumbien und Ecuador
- Cranichis polyantha Schltr.: Panama bis westliches Bolivien
- Cranichis popayanensis Szlach. & Kolan.: Die 2019 erstbeschriebene Art kommt in Kolumbien vor.[1]
- Cranichis pseudomuscosa Szlach. & Kolan.: Die 2019 erstbeschriebene Art kommt in Kolumbien vor.[1]
- Cranichis pulvinifera Garay: Kolumbien, Ecuador und westliches Bolivien
- Cranichis queremalensis Szlach. & Kolan.: Kolumbien
- Cranichis reticulata Rchb. f.: Costa Rica
- Cranichis revoluta Hamer & Garay: Nicaragua
- Cranichis ricartii Ackerman: Kuba bis Puerto Rico und Guadeloupe
- Cranichis roldanii Szlach. & Kolan.: Die 2019 erstbeschriebene Art kommt in Kolumbien vor.[1]
- Cranichis rotundifolia Szlach. & Kolan.: Kolumbien
- Cranichis saccata Ames: Costa Rica
- Cranichis schlechteri Szlach. & Kolan.: Kolumbien
- Cranichis schultesii Szlach. & Kolan.: Die 2019 erstbeschriebene Art kommt in Kolumbien vor.[1]
- Cranichis scripta Kraenzl.: Brasilien
- Cranichis silvicola Renz ex Kolan. & Szlach.: Kolumbien und Venezuela
- Cranichis sparrei Garay: Ecuador
- Cranichis subumbellata A.Rich. & Galeotti: Zentrales und südliches Mexiko bis Guatemala
- Cranichis sylvatica A.Rich. & Galeotti: Südliches Mexiko bis Costa Rica
- Cranichis talamancana Dressler: Costa Rica
- Cranichis tenuis Rchb. f.: Östliches Kuba bis Puerto Rico
- Cranichis turkeliae Christenson: Ecuador
- Cranichis wageneri Rchb. f.: Südöstliches Mexiko bis tropisches Amerika
- Cranichis werffii Garay: Ecuador und Galapagos-Inseln
- Cranichis zarucchii Szlach. & Kolan.: Kolumbien